# Te acuerdas
«Te acuerdas» es una canción escrita e interpretada por el dúo estadounidense Ha*Ash junto a la banda mexicana Reik. Se lanzó oficialmente junto a su vídeo oficial el 17 de agosto de 2023. La pista fue escrita por Ashley Grace, Hanna Nicole y Pablo Preciado.

## Antecedentes
Tras el lanzamiento de «Mi salida contigo» en agosto de 2022, y la publicación de su sexto álbum de estudio Haashtag en noviembre, la banda no publicó nuevos temas, sólo lanzaron ese mismo mes un vídeo musical de «Tenían razón» del mismo álbum. El 23 de junio de 2023, durante su gira mi salida contigo, el dúo invitó a Mar Lucas en su presentación en el Auditorio Nacional realizando un remix del tema «Yo nunca nunca» también de su sexto disco de estudio, donde se mencionó que el tema se lanzaría prontamente.
El 12 de agosto, Ha*Ash anunció nueva música y dos días después publicó el título y un enlace para pre-guardarla, donde se reveló que el tema era inédito y no el remix mencionado anteriormente. El 15 de agosto, se confirmó que el tema sería en colaboración con la banda Reik.

## Composición
«Te acuerdas» fue escrita por Ashley Grace, Hanna Nicole y Pablo Preciado, bajo la producción de Julio Reyes. Es una canción romántica de desamor y que narra una relación que se ha ido acabando, estimulada por un piano y guitarras. Se convirtió en la primera colaboración entre ambos artistas pesé a casi 20 años de amistad.
Sobre la colaboración Ha*Ash comentó: «Llevábamos tiempo queriendo hacer algo con nuestros hermanos de Reik, compartimos disquera de toda la vida y hemos crecido juntos. Queríamos que fuera especial y representara ambos mundos... Este dueto no fue algo que nadie haya sugerido pero nosotros estábamos esperando la canción correcta». Hanna también mencionó que meses antes se les ocurrió invitar a Reik, mostrándole diversas canciones y estos se inclinaron por este tema, «Les gustó la canción y le pusieron un toque que solo Reik le puede poner y la voz de Jesús es de nuestras preferidas».

## Video musical
El vídeo musical de «Te acuerdas» fue dirigido por Nuno Gomes, y se lanzó junto con la canción el 17 de agosto de 2023.

## Créditos y personal
Créditos adaptados de Allmusic.

### Personal
- Ashley Grace: voz
- Hanna Nicole: voz
- Jesús Navarro: voz
- Daniel Uribe: guitarra
- Jean Rodríguez: producción vocal, ingeniería de grabación
- Edson R. Heredia: ingeniería de grabación
- Leshaun Dash: piano
- Aaron Sterling: batería
- Julio Reyes: producción, dirección, programación, arreglos, piano
- Daniel Riaño Restrepo: programación
- Aaron Sterling: ingeniería de grabación
- Julio Reyes: ingeniería de grabación
- Daniel Uribe: ingeniería de grabación
- Daniel Riaño Restrepo: ingeniería de grabación
- Natalia Schlesinge: ingeniería de grabación
- Natalia Schlesinger: ingeniería de mezcla
- Robin Reumers: ingeniería de mezcla

## Posicionamiento en listas
| Listas (2023)                       | Mejor posición |
| ----------------------------------- | -------------- |
| Estados Unidos (Latin Pop Songs)    | 7              |
| México (Monitor Latino)             | 1              |
| México Top tocadas (Monitor Latino) | 15             |
| Puerto Rico (Monitor Latino)        | 13             |